# 12945 Reynierpeletier
A 12945 Reynierpeletier (ideiglenes jelöléssel (12945) 9534 P-L) a Naprendszer kisbolygóövében található aszteroida. Cornelis Johannes van Houten, Ingrid van Houten-Groeneveld és Tom Gehrels fedezte fel 1960. október 17-én.

## Kapcsolódó szócikk
- Kisbolygók listája (12501–13000)